# Raadhuisstraat (Geleen)
De Raadhuisstraat (lokale uitspraak: Raodhoessjtraot) is een winkelstraat in de binnenstad van de Nederlandse stad Geleen deel uitmakend van de gemeente Sittard-Geleen. Deze straat loopt vanaf de Rijksweg Centrum naar de Markt. De straat heeft twee zijstraten, gerekend vanaf de Markt beiden halverwege de straat, te weten de Agnes Printhagenstraat die naar het zuiden loopt, en de winkelstraat Salmstraat die naar het noorden loopt. 
De Raadhuisstraat is circa 250 meter lang.

## Historie
De Raadhuisstraat is in de jaren 1920-1930 als winkelstraat aangelegd toen Geleen een stormachtige ontwikkeling doormaakte bij de bouw van zijn centrum dat verrees op de akkers van de velden onder de naam Op de Veij. Het raadhuis, waar de naam is van afgeleid, verscheen als eerste op het toneel in 1922. Een der eerste panden was het huidige Cornerhouse op het eind van de nieuwe straat op de hoek Raadhuisstraat-Markt.
De originele naam was Raadhuislaan, een naam die verdween toen de bomen aan beide zijden van de straat in de jaren 1950 verdwenen. Het toenmalige bestuur van de stad was niet erg gecharmeerd van de naam Raadhuislaan omdat men van mening was dat een laan midden in het stadscentrum niet erg stads aandoet.
De panden op de hoek van respectievelijk de Salmstraat en de Agnes Printhagenstraat zijn oude panden die bij veel mensen herinneringen oproepen aan winkeliers die daar vroeger gevestigd waren, Albert Heijn, Jamin, P. De Gruyter en de weduwe Wintgens (sigarenmagazijn Deli). Deze sigarenwinkel Wintgens is de enige die nog in het betreffende pand zit.

## Huidige straat
Aan de Raadhuisstraat bevinden zich een tweetal gemeentelijke monumenten; nr. 19-19a is een winkel met bovenwoning, nr. 21-21a eveneens een winkel met bovenwoning. Aan het eind van de straat bij de Markt ligt, kijkend richting Raadhuis, aan de linkerzijde het zogenaamde Corner House (aanvankelijk hotel De Beurs), van oudsher een café-hotel-restaurant en het gebouw waar indertijd in eerste aanleg de bebouwing van de straat mee startte. De architect van dit pand uit 1922 was Wilhelmus Nierkens (1888-1968). Aan de rechterzijde gaat de straat over naar de Markt middels een typisch gebouw met winkels bestaande uit een kwartcirkel, ontworpen door architect H. Schols. Aanvankelijk stond de straat open voor motorisch verkeer en kon men aan beide zijden parkeren, maar in 1985 werd de straat autovrij gemaakt en opgenomen in voetgangersdomein van het centrum. In  jaren 1960 was de straat een der eerste in Nederland die werden voorzien van een feestverlichting tijdens de feestdagen in december.
De straat kent als winkelstraat sinds diverse jaren een grote leegstand, mede een gevolg van de sluiting van de mijn Maurits in combinatie met de concurrentie van naburige centra, de vergrijzing en de economische neergang na 2008, ondanks dat het winkelhart van Geleen sinds 2009 een grote modernisering heeft ondergaan.
Aan het begin van de straat staat, gezien vanaf de Rijksweg Centrum, een fors kunstwerk uit beton van de hand van de Maastrichtse kunstenaar Appie Drielsma, voorstellende De Arc de Triomphe. Als men vanaf de overzijde van de Rijksweg door dit kunstwerk kijkt, heeft men een mooi zicht op het (voormalige) raadhuis, vooral als dat is voorzien van verlichting.

## Fotogalerij

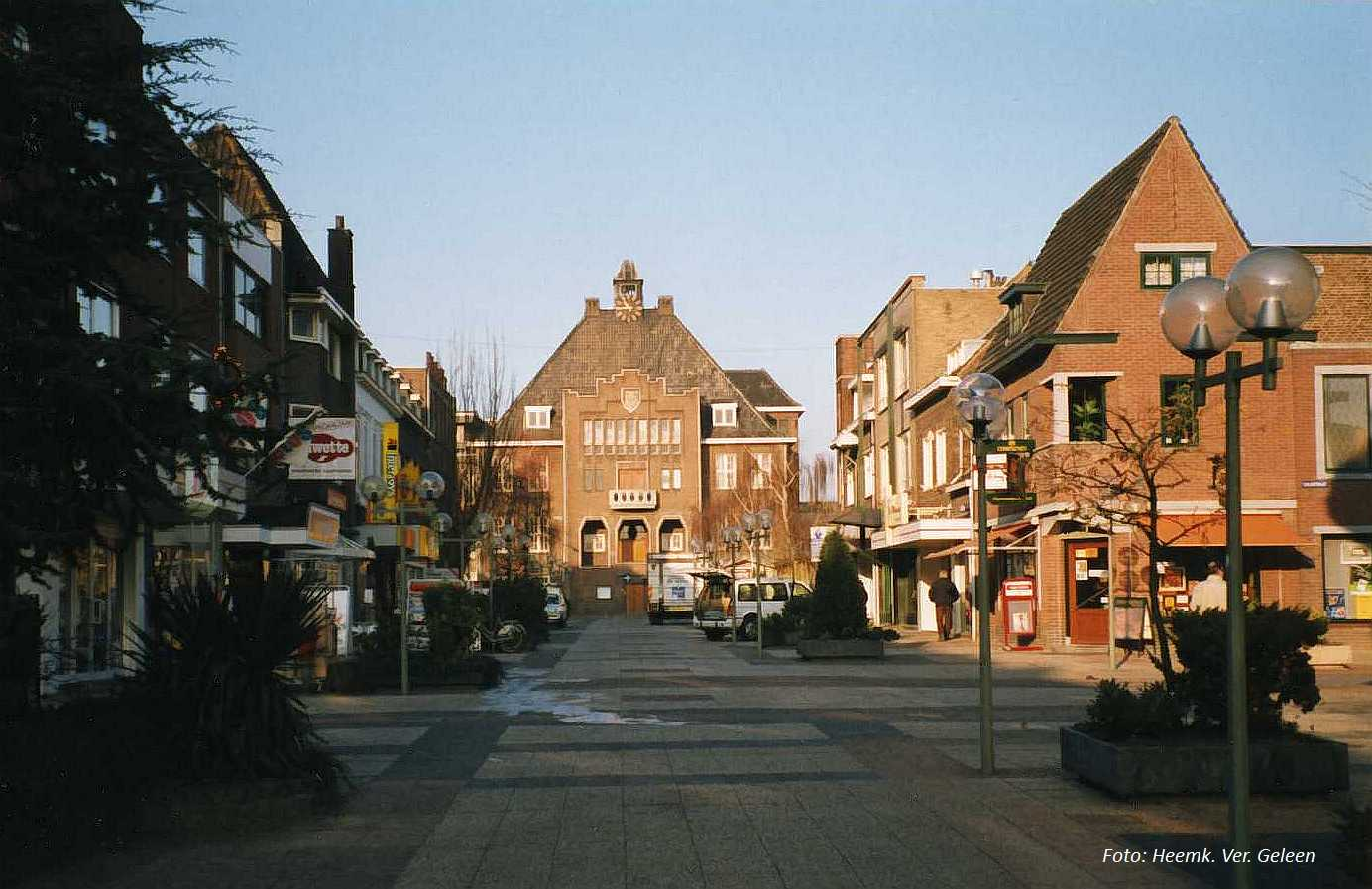
Raadhuisstraat in 1991 met Raadhuis op de achtergrond.
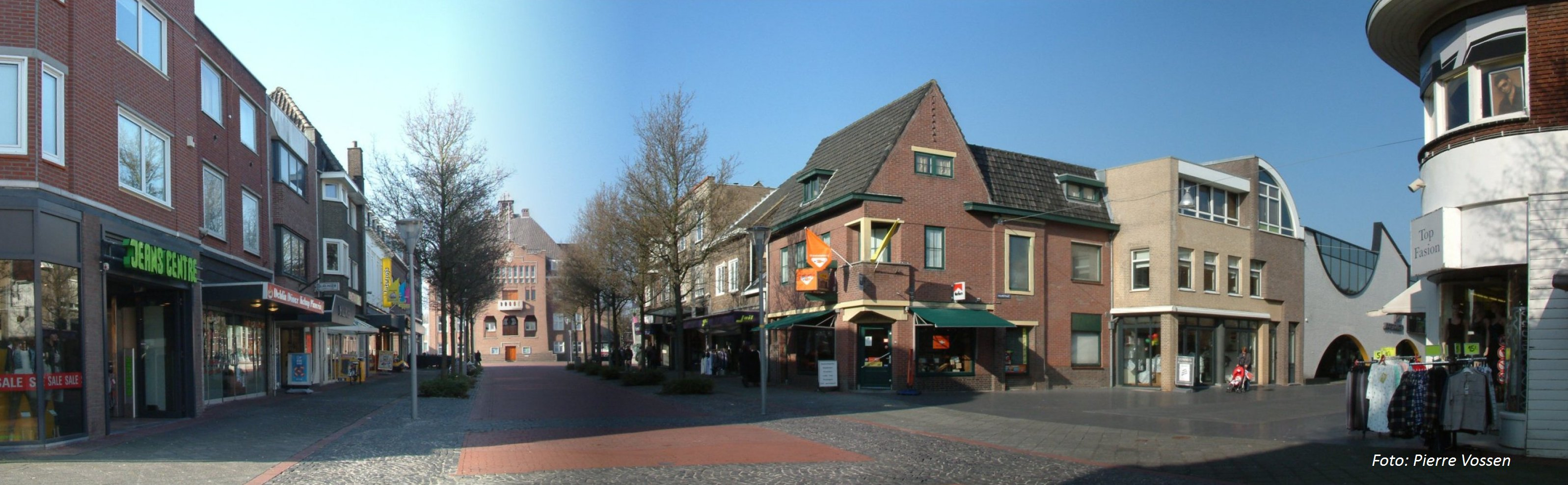
Raadhuisstraat met rechts de Salmstraat en midden achter het Raadhuis.